# Champoly
Champoly – miejscowość i gmina we Francji, w regionie Owernia-Rodan-Alpy, w departamencie Loara.
Według danych na rok 1990 gminę zamieszkiwało 307 osób, a gęstość zaludnienia wynosiła 21 osób/km² (wśród 2880 gmin regionu Rodan-Alpy Champoly plasuje się na 1322. miejscu pod względem liczby ludności, natomiast pod względem powierzchni na miejscu 797.).

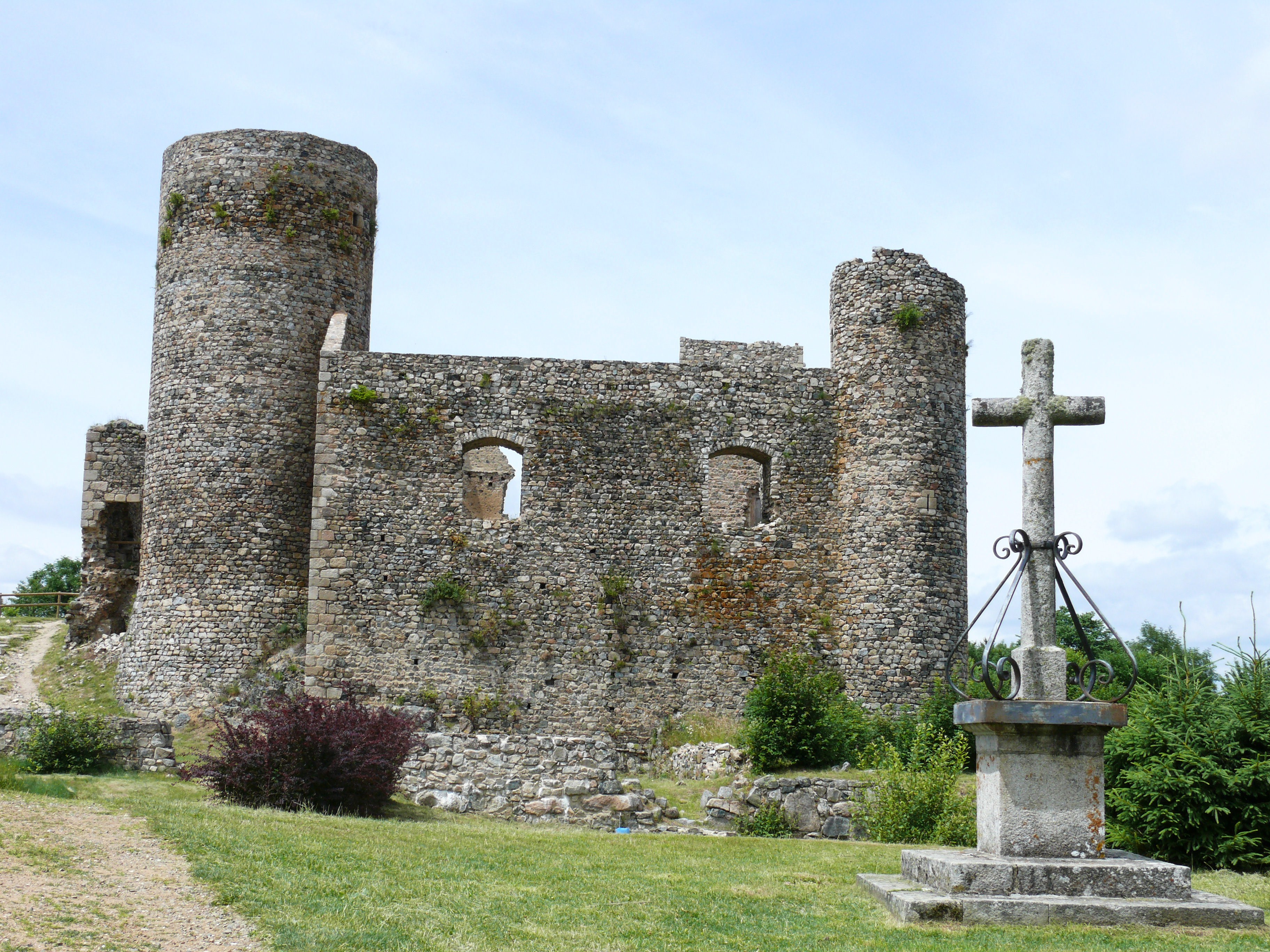
Zamek d'Urfé w Champdieu, 2009